# Cottage (queso)
El queso cottage (cottage cheese en inglés), es un queso producido con cuajada que tiene un sabor suave. Se escurre pero no se prensa, por lo que retiene algo de suero de leche y por tanto no queda compacto. La cuajada suele lavarse para quitarle la acidez y obtener un queso suave. No se cura ni tiñe. Algunos estilos de queso cottage se hacen de leches con diferente contenido graso y preparaciones de cuajada fina o gruesa. El requesón que se prensa pasa a ser queso fresco.
El requesón puede comerse solo, con fruta, con puré de fruta, sobre tostada, en ensaladas verdes, o usarse como ingrediente en recetas de lasaña, ensalada de gelatina y diversos postres.

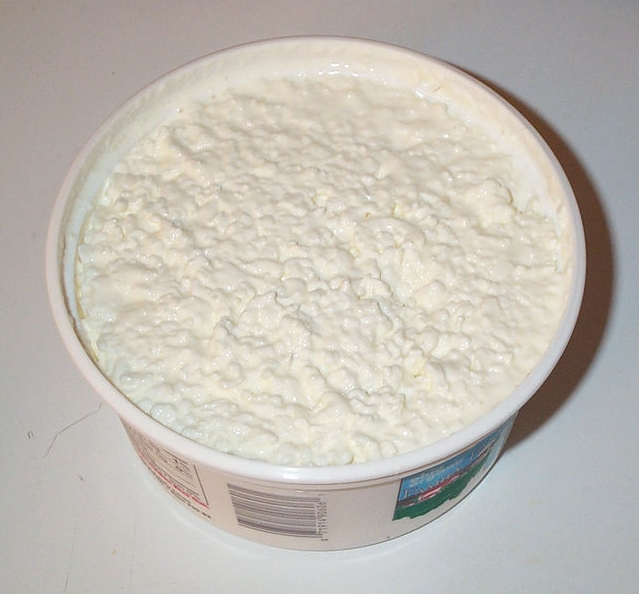
Un tarro grande de cottage.

Se cree que la expresión cottage cheese (‘queso de cabaña’) surgió de la costumbre de elaborar quesos sencillos en casas rurales a partir de cualquier leche sobrante tras preparar la mantequilla. El término fue usado por vez primera en 1848.1
Se cree que el Requesón es lo más parecido al primer queso creado en su historia.[cita requerida]

## Grosor de la cuajada
El grosor de la cuajada es el tamaño de los trozos del queso cottage. Los dos principales tipos del cottage son el ácido de cuajada fina sin cuajo, y el más popular, queso de cuajada gruesa, poco ácido y hecho con cuajo.

## Nutrición
El cottage es bajo en grasa e hidratos de carbono y rico en proteína, sin embargo, la cantidad de ciertos nutrientes del cottage varía según el porcentaje de grasa que presenta. A continuación se muestra una tabla explicada:
| Descripción general   | Energía | Grasa | Proteína | Carbohidratos | Azúcares | Riboflavina | Vitamina B12 | Calcio | Fósforo | Sodio  |
| --------------------- | ------- | ----- | -------- | ------------- | -------- | ----------- | ------------ | ------ | ------- | ------ |
| Sin grasa, sin crema. | 81 kcal | 0,3 g | 11,7 g   | 7,5 g         | 2,1 g    | 0,3 mg      | 0,5 µg       | 97 mg  | 215 mg  | 420 mg |
| 1% grasa de leche     | 81 kcal | 1,6 g | 14,0 g   | 3,1 g         | 3,1 g    | 0,2 mg      | 0,7 µg       | 69 mg  | 151 mg  | 459 mg |
| 2% grasa de leche     | 92 kcal | 2,6 g | 11,8 g   | 5,4 g         | 4,5 g    | 0,3 mg      | 0,5 µg       | 125 mg | 170 mg  | 348 mg |

Los fabricantes también producen variedades bajas en grasa y desnatadas. Una porción parecida de cottage desnatado tiene 80 calorías, 0 g de grasa, 6 g de hidratos de carbono y 14 g de proteína. Para compensar el sabor de la grasa retirada, las versiones bajas en grasa y desnatadas suelen incorporar más azúcar. También se producen variedades muy bajas en sodio, que pueden salarse antes de consumirse.
Es popular entre dietistas y algunos defensores de la alimentación sana. El cottage también es preferido por los culturistas por su alto contenido en caseína y relativamente baja proporción de grasa. Es seguro consumirlo durante el embarazo.